# 漢思集團
漢思集團控股有限公司，簡稱漢思集團（港交所：554），前稱漢思能源有限公司（簡稱漢思能源，英語：Hans Energy Company Limited）。前身為由創辦人及前主席李運強創立的智業控股有限公司，於1997年5月28日於港交所主板上市，當時主要業務為產銷紙製包裝、手袋及行李箱、及卡式錄音帶。
2002年公司進行架構重組，控股股權易手。2004年底，公司成功收購粵海（番禺）石油化工儲運開發有限公司（即「小虎石化庫」），同時出售其紙製包裝業務。令公司業務轉型為石化產品（包括石油產品、氣體及液體化工產品）的倉儲、碼頭及物流服務業務。2005年初，公司改名為漢思能源有限公司。
2005年9月，中國國家發改委與交通部正式簽發批覆，正式批准漢思能源集團之中國附屬公司（最終項目公司為「東莞市東洲國際石化倉儲有限公司」，簡稱「東洲國際」）於廣東省東莞市虎門鎮港沙田港區投資興建一座全新的大型石油、氣體和液體化工品碼頭倉儲設施。2011年，項目第一期建成投產。已建成投產的設施包括：8萬噸級（水工設計能力10萬噸級）及5萬噸級碼頭（具備氣體輸送功能）各一座，碼頭泊位12個，以及油品罐、化工罐94座，合計26萬立方米，以及裝車、灌桶、消防等其他配套附屬設施。東洲國際佔地51.6萬平方米，碼頭總長度635米，是珠江下游最大的石化碼頭之一。並預留近15萬平方米建設用地，供今後發展使用。
2018年8月22日，漢思能源宣佈以18.7億港元出售位於番禺的小虎石化庫，售予廣州發展集團有限公司下屬的廣州燃氣集團有限公司，翌年5月28日完成交易。
2019年底，漢思能源收購上海迪友實業有限公司﹙「上海迪友」﹚的99%股權，成功取得中國商務部發出的成品油批發經營批准證書及開始在中國國內從事成品油和石化產品的批發和貿易業務。
2020年，漢思能源首個位於廣州市增城加油站正式建成及投入營運。本集團的業務領域已擴展到三個主要板塊：石油和石化產品的批發和貿易、碼頭倉儲和加油站零售業務。
2020年8月21日，由善水資本、漢思能源及Ascendal巴士公司組成的財團，向新創建集團收購城巴及新巴業務，其後財團命名為「匯達交通服務」。
2021年12月3日，漢思能源公告稱，以3.5億港元代價，增持其在「匯達交通服務」中的股份，由8.56%增加到15.56%。
隨著漢思能源於2024年7月31日成為匯達交通服務的最大股東（70%），10月21日董事會建議公司改名為「漢思集團控股有限公司」（Hans Group Holdings Limited）。有關改動得到特別股東大會及公司註冊處批准後，於12月13日起正式生效。

## 連結
- 漢思集團官方網站 （页面存档备份，存于）